# 穆拉特·艾坚诺夫
穆拉特·杜伊先别科维奇·艾坚诺夫（俄語：Мура́т Дуйсенбе́кович Айте́нов，1981年10月30日—）， 哈萨克斯坦政治家，2020年1月21日至2023年9月5日担任奇姆肯特市长。

## 生平
1981年10月30日生于图尔克斯坦州。2008-2017年，在总统事务管理局多个岗位任职，2017年任副局长。2019年12月起任奇姆肯特市第一副市长。2020年1月21日起任奇姆肯特市市长。